# Søren Behncke
Søren Behncke (født 9. maj 1967 i Sønderborg) med kunstnernavnet papfar er en dansk skulptør og kunstmaler.
Søren Behncke har en baggrund som illustrator og grafisk designer, men ændrede i 2003 fokus og begyndte i stedet at arbejde med skulptur og maleri. Behncke laver både galleri-orienterede værker, og skulpturelle happenings og aktioner i det offentlige rum. Inspireret af arkitektstuderenes brug af pap og limpistoler til deres modelbygning, laver han værker af kasserede pap, som han samler fra kvarteret omkring de skiftende mini-atelier i ind og udland. Hans valg af materiale holder ikke kun produktionsomkostningerne på et minimum, men papemballagens rige grafiske univers af advarselstegn og logo’er er yderligere blevet en integreret og unik feature i Behnckes visuelle sprog. I Danmark er Behncke bedst kendt under aliaset 'Papfar' på grund af sine spektakulære happenings og iscenesættelser af pap-skulpturer i det offentlige rum. Blandt hans værker er en skulptur af en Massey Ferguson traktor i størrelsen 1:1, en pap-kanin spændt fast til et træ, diverse værktøjer i pap, samt en hyldest til Jørgen Nash i form af en 4 m lang papnedstryger foran Den Lille Havfrue. I 2005 indsmuglede han en mandshøj pap-slangebøsse til kæmpedrengen Boy på Aros Aarhus kunstmuseum, som tre år senere inviterede ham officielt til en soloudstilling i vestgalleriet. Han har sidenhen også føjet endnu en identitet til listen af alias’er – nemlig 'Posemanden’ som er det navn, han bruger, nårhan væver eller broderer billeder med strimler af plastikpose ind i trådhegn.
Søren Behncke er opvokset i Sønderborg, men flyttede som 17-årig til Århus. 